# الحرية ضد الترخيص
الحرية ضد الترخيص (بالإنجليزية: freedom versus license)‏ في الفلسفة الأخلاقية والقانونية، يوجد تمييز بين مفهومي الحرية والترخيص. وتتناول الأولى حقوق الفرد؛ وتغطي الأخيرة الإذن المعبر عنه (أو عدم الإذن به) لأكثر من فرد واحد بممارسة نشاط ما. ونتيجة لذلك، فإن الحريات عادة ما تشمل الحقوق التي تعترف بها الحكومة عادة (غالباً، وليس دائماً، بطريقة غير مشروطة) (والتي يتم إنفاذ الوصول إليها نظرياً ضد أي تدخل أو كل التدخلات). ومن ناحية أخرى، يتم توزيع التراخيص على الأفراد الذين يستخدمون عنصراً معيناً، معبرين عن الإذن باستخدام العنصر أو الخدمة بموجب شروط وحدود استخدام محددة.

## مواضيع ذات صلة
- حقوق الادعاء وحقوق الحرية
- حقوق سلبية وإيجابية